# Wojna polsko-niemiecka (1002–1005)
Wojna polsko-niemiecka 1002–1005 – konflikt zbrojny toczony w latach 1002–1005. Powodem jego wybuchu był nieudany zamach na Bolesława Chrobrego, zlecony prawdopodobnie przez Henryka II, a dokonany po zjeździe w Merseburgu. Wojna zakończyła się pokojem w Poznaniu w 1005 roku, lecz nie zakończyła konfliktu. 
Kolejne działania zbrojne były toczone w latach: 1007–1013 i 1015–1018.

## Wstęp
W 1000 roku odbył się w Gnieźnie zjazd, na którym Otton III pragnął pozyskać poparcie Bolesława Chrobrego dla realizacji swych planów uniwersalistycznego cesarstwa zachodniego, na które miały złożyć się prowincje Galia, Italia, Germania i Sclavinia. Podczas zjazdu nałożył on na głowę Bolesława diadem cesarski, co zdaniem jednych historyków mogło być koronacją królewską, w opinii innych oznaczało być może ustanowienie go namiestnikiem prowincji Sclavinia. 
Gdy Otton III zmarł 23 stycznia 1002 roku, rozpoczęła się walka o tron w Świętym Cesarstwie Rzymskim. Bolesław Chrobry w tym sporze poparł Ekkeharda I, margrabiego Miśni, jednak 30 kwietnia 1002 roku przeprowadzono na tego ostatniego udany zamach. Książę polski wykorzystał zamieszanie i w maju 1002 roku przekroczył z wojskiem graniczny Bóbr, po czym doszedł do Elstery zajmując marchie zamordowanego Ekkeharda: Miśnię oraz Milsko i Łużyce. Tereny te zostały zajęte przez Niemców na krótko przedtem, bo w 966 roku (→ Marchia Wschodnia), przez co mieszkało tam jeszcze dużo Słowian (Połabianie), którzy np. otworzyli bramy miejskie Miśni przed Bolesławem Chrobrym, przeganiając rycerstwo niemieckie obsadzające gród. 
24 lipca 1002 roku w Merseburgu odbył się zjazd książąt niemieckich, gdzie panowie wschodnioniemieccy wybrali uroczyście na króla Henryka Bawarskiego – przeciwnika wspieranego przez Bolesława Ekkeharda I i mającego odmienną koncepcję utworzenia uniwersalistycznego cesarstwa zachodniego niż Otton III (Roma, Germania i Galia – ukazanie państw słowiańskich pod tymi trzema prowincjami). Na zjeździe zjawił się również Bolesław Chrobry. Książę polski starał się wykupić Miśnię od Henryka, czego jednak nie udało mu się dokonać. Na zjeździe doszło do incydentu zbrojnego – na dworze królewskim Chrobry został zaatakowany przez tłum. Książę saski Bernard oraz margrabia Henryk ze Schweinfurtu obronili jednak polskiego władcę. Bolesław obiecał wsparcie dla margrabiego, który udzielił mu pomocy i opuścił Merseburg. Wracając do kraju spalił gród Strzałę – bardzo ważny gród i dobrą bazę wypadową na Polskę oraz uprowadził jej ludność za Łabę.

## Spustoszenie Miśni
W 1002 roku Bolesław Chrobry zażądał oddania mu we władanie obiecanej wcześniej Miśni od jej kolejnego margrabiego – Guncelina, do czego jednak nie doszło z powodu obaw Niemca co do reakcji Henryka II. Chrobry przekroczył zatem z wojskiem Łabę, co prawdopodobnie było uderzeniem wyprzedzającym działania niemieckie i zapewnieniem sobie przestrzeni zabezpieczającej granice Polski, ponadto Bolesław chciał spustoszeniami osłabić potencjał nieprzyjaciela. W 1003 roku Henryk II nie był przygotowany na konflikt z polskim władcą, więc osadził załogi grodów nadgranicznych i zaangażował się w inne sprawy: wkroczył do Italii zajmując poszczególne miasta i w efekcie koronował się na króla Longobardów 15 maja 1004 roku w Pawii.

## Interwencja Bolesława Chrobrego w Czechach

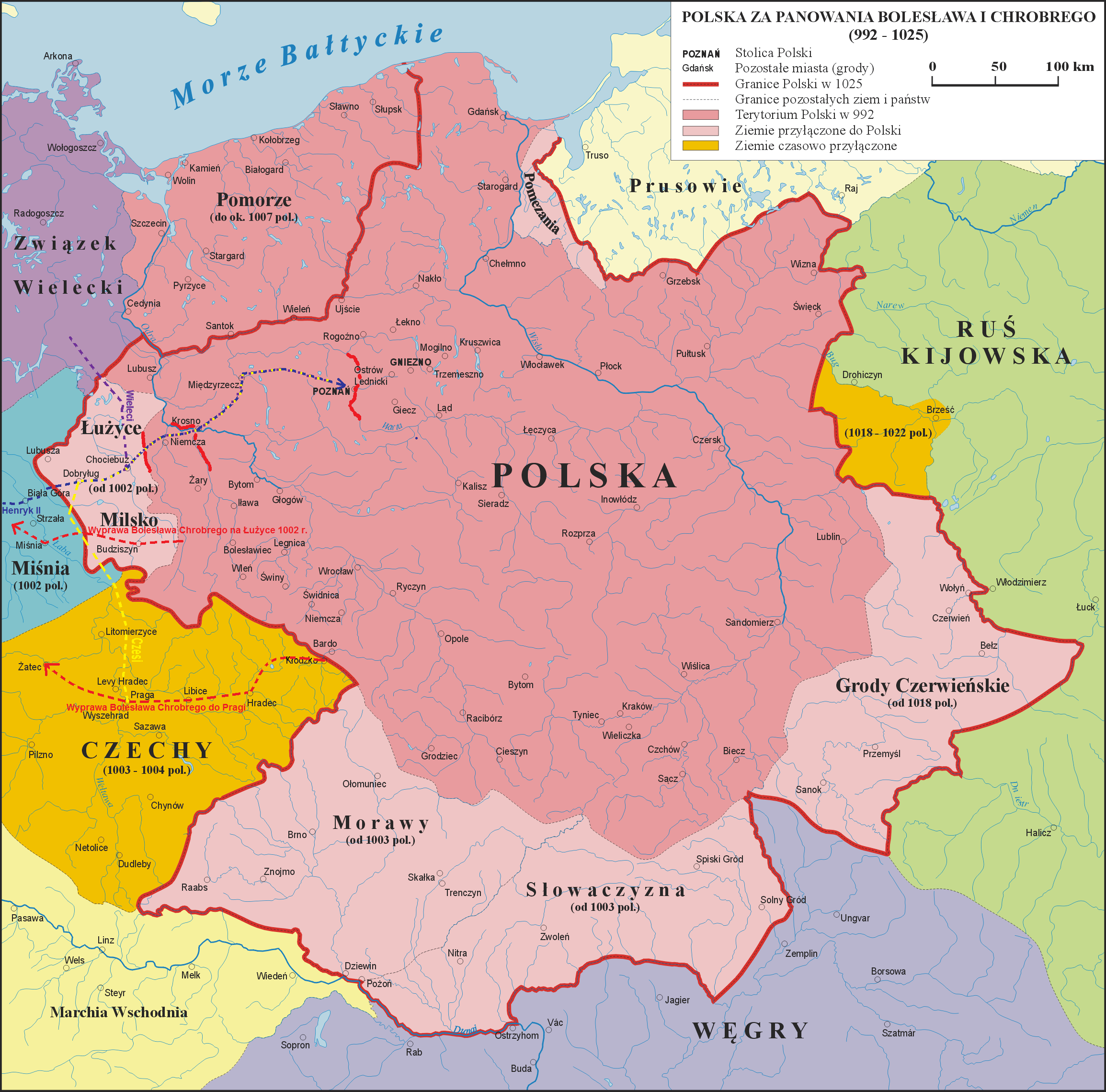
Mapa działań wojennych w latach 1002 – 1005

Po śmierci Bolesława Pobożnego w 999 na tron wstąpił jego syn Bolesław III Rudy, który rządził srogo, wietrząc wszędzie zdradę. Polecił on wykastrować swojego brata, Jaromira, a następnie wraz z matką i drugim bratem – Udalrykiem – wypędził go z kraju. W kwietniu 1002 roku poddani zbuntowali się i wypędzili władcę. Następnie wezwali z Polski domniemanego stryja Bolesława III – Władywoja, którego posadzili na tronie. Włodziwoj pojechał do Ratyzbony i jako pierwszy z czeskich władców przyjął z rąk Henryka II Księstwo Czech w lenno. 
Po śmierci czeskiego władcy (zapił się na śmierć), do kraju powrócili Jaromir z Udalrykiem. Wtedy uderzył na nich Bolesław Chrobry, wypędził ponownie, zapewne z powodu sympatii proniemieckich, oraz przywrócił do władzy Bolesława III. Rządy jego były niezwykle okrutne – czeski książę mścił się za poprzednie wygnanie – i sprzeczne z polityką Bolesława Chrobrego. Prześladowani Czesi zwrócili się do polskiego władcy z błaganiem o powściągnięcie tyrana. W tym samym roku uknuto przeciw niemu intrygę: Bolesław Chrobry zaprosił go do Polski, oślepił i osadził w nieznanym grodzie, najprawdopodobniej Krakowie, a sam przejął władzę w Czechach w 1003 roku. W obliczu tych faktów król Henryk II idąc śladem swych poprzedników na tronie, zażądał, aby Chrobry złożył mu hołd tytułem uznania zwierzchności Cesarstwa nad Czechami i zobowiązał się uiszczać zwyczajowy trybut. Nagły wzrost pozycji władcy Polski zaniepokoił Henryka II, szczególnie gdy Chrobry odmówił złożenia hołdu lennego z ziem czeskich, mimo pojawiającej się dzięki temu szansy zalegalizowania swojej pozycji na tamtejszym tronie.
Henryk potraktował odmowę uznania niemieckiego zwierzchnictwa jako powód do wypowiedzenia wojny i w 1004 roku rozpoczął pochód na Czechy. W tym czasie Bolesław Chrobry na próżno starał się wzmocnić swoje siły szukając porozumienia z opozycją w Cesarstwie, popierał przede wszystkim margrabiego Schweinfurtu, ale król niemiecki Henryk II pokonał zarówno pretendenta do tronu, Hermana Szwabskiego jak i margrabiego Schweinfurtu. Na wiosnę 1004 roku wojska niemieckie dokonały rekonesansowego wypadu na Budziszyn, lecz zakończył się on niepowodzeniem. Zwołana na sierpień wyprawa królewska zamiast pójść w tym samym kierunku, skierowała się na Czechy. Zaskoczony tym manewrem Bolesław Chrobry nie zdołał przerzucić swych wojsk równie szybko i przygotować się do obrony Pragi. Zdążył obsadzić jedno ze wzgórz łucznikami, którzy na pewien czas skutecznie zablokowali przejście armii niemieckiej. W Czechach wybuchł bunt na wieść o zbliżających się niemieckich wojskach, którego powodem prawdopodobnie była chęć Czechów do posiadania własnego państwa, choćby za cenę uznania zwierzchnictwa Cesarstwa, niż pozostania polską prowincją. Chrobry, słysząc bijące dzwony w Wyszehradzie wzywające do buntu, zbiegł z Czech do Polski pod koniec sierpnia 1004 roku. Podczas odwrotu na moście praskim zginął brat św. Wojciecha, Sobiesław. Jaromir wkroczył do Pragi przy pomocy ludności stolicy, rosierdzonej nadużyciami i grabieżami, których dopuszczała się polska załoga. 8 września 1004 roku po przybyciu do Czech Henryka II Jaromir złożył mu hołd. Bolesław Chrobry zachował władzę nad Słowaczyzną, co najmniej do 1018 roku, oraz nad Morawami.

## Początek wyprawy na Polskę (działania w II połowie 1004 roku)

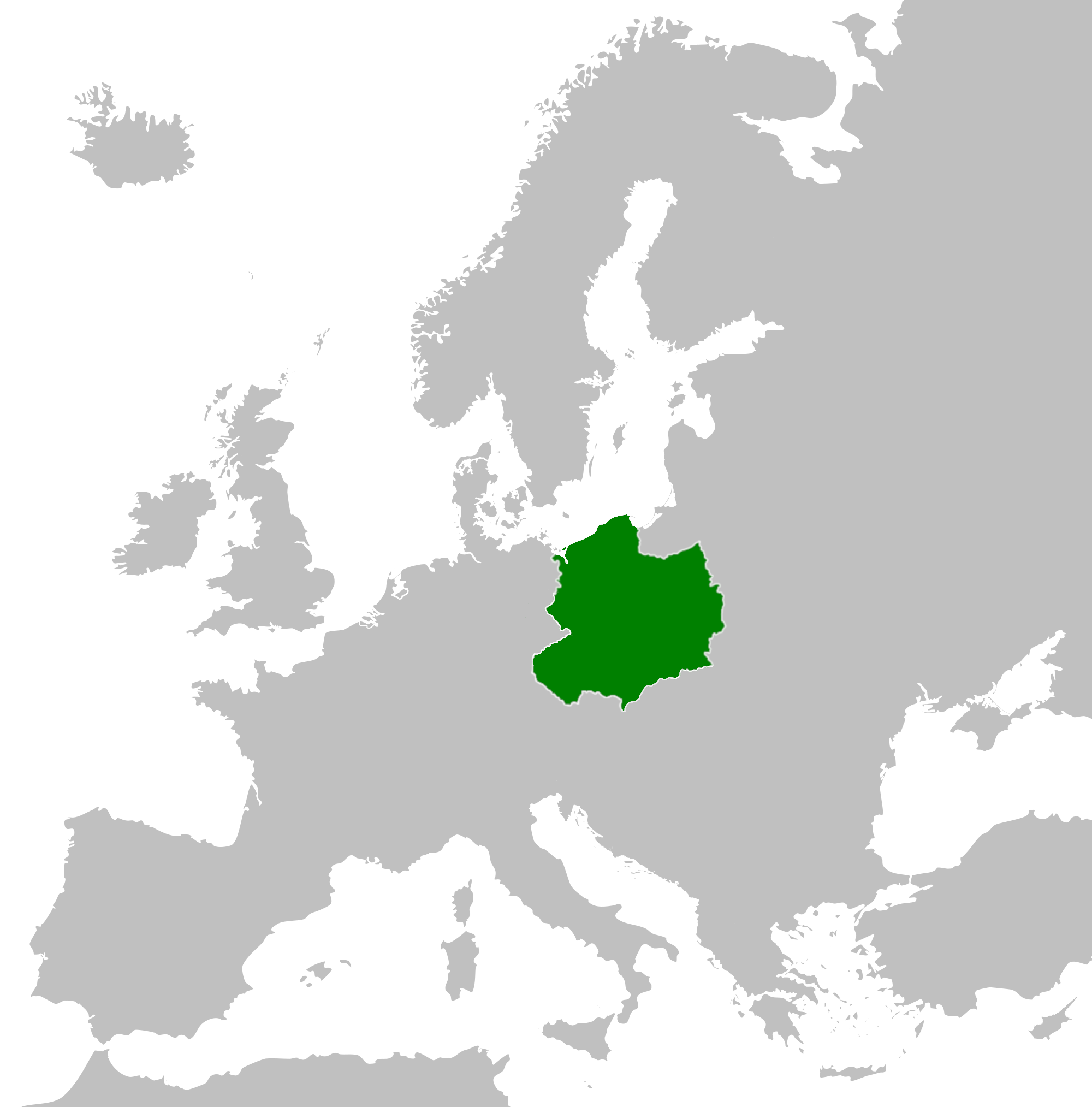
Polska w latach 1003–1004

Po narzuceniu zwierzchnictwa Czechom, Henryk II skierował się na Milsko najprawdopodobniej drogą na Zgorzelec i dalej na Budziszyn). Król niemiecki nie uderzył wprost na północ, na śląskie posiadłości Chrobrego, gdyż niedługo miała nadejść zima – niekorzystna pora do działań zbrojnych. Doceniał on również siły polskie, zdawał sobie sprawę, że pokonanie ich będzie wymagało długotrwałego wysiłku. Zdecydował więc, jako początek dla przyszłej kampanii, opanować znaczący przyczółek w pasie przygranicznym, zamiast podejmować uderzenie bez przygotowania. Ostatecznie wojska niemieckie dotarły pod Budziszyn, który był jednym z czołowych grodów na przedpolu pasa granicznego Polski. Rozpoczęło się oblężenie Budziszyna. Bolesławowi Chrobremu zależało na jak najdłuższym utrzymaniu się załogi budziszyńskiej i zatrzymaniu niemieckich wojsk aż do następnego roku. Obrońcy bronili się budząc podziw Niemców. Zgodnie z wolą Henryka miasto winno zostać spalone, lecz margrabia Miśni nie posłuchał rozkazu. Dowódcy niemieccy postanowili poprzedzić szturm na gród długotrwałym, wyniszczającym załogę oblężeniem. Podczas obrony łucznicy polscy zadawali duże straty wojskom cesarskim, zaś załoga stosowała także wypady poza własne umocnienia. Gdy Chrobry uznał, że udało się zatrzymać na zimę wojska Henryka, wydał obrońcom rozkaz poddania się.

## Działania wojenne w roku 1005
W połowie sierpnia 1005 roku rozpoczęła się nowa wyprawa króla niemieckiego Henryka II. Dołączyli do niej dobrowolnie Czesi oraz kontrowersyjni sojusznicy: pogańscy Wieleci. Przymierze chrześcijan z poganami wywołało oburzenie w świecie chrześcijańskim. Henryk, bogatszy w doświadczenia ubiegłych lat uznał, że tym razem jego armia powinna być liczniejsza, dlatego też wezwał do uczestnictwa nie tylko feudałów ze wschodnich okręgów, ale z całego swojego państwa. Pomyślne manewry skupiania sil miały dla króla niemieckiego jeszcze jedną zaletę: Wieleci od północy „spędzali” z pola oddziały polskie, a Bawarzy i Czesi czynili to samo od południa. Ponadto uderzenie z kilku stron skutecznie dezorientowało dowództwo polskie zarówno co do kierunku, jak też rozmiarów rozpoczynających się działań. Termin koncentracji wojsk wyznaczony był na 15 sierpnia 1005 roku w rejonie Chociebuża. Czesi i Bawarzy dołączyli pod Dobrymługiem. Wojska niemieckie miały za zadanie nie tylko przełamać pas graniczny i opanować polskie terytorium, ale i głęboko uderzyć, aby rozbić armię Chrobrego i umożliwić narzucenie mu zwierzchnictwa politycznego. Polskie wojska utworzyły 3 linie obronne, na których miano odpierać ataki nieprzyjaciela. Książę polski postanowił wykorzystać słabą orientacje przeciwnika w terenie i przekupił przewodników wojsk cesarskich. Prowadzili oni Niemców i ich sprzymierzeńców tam gdzie chciał Bolesław – przez bagna i puszcze, narażając wojska na uciążliwości. Wojska cesarskie rozbiły obóz nad Sprewą, gdzie znajdowała się pierwsza linia polskiej obrony – pomiędzy Sprewą a Nysa Łużycka i Bobrem. Był to teren bardzo bagnisty i dominowały tam lasy – dogodny do opóźniania działań wojsk przeciwnika. Bolesław Chrobry skierował tam rozproszone oddziały pieszych wojowników, którzy mieli wszelkimi sposobami nękać i opóźniać przeciwnika (Bitwa nad Sprewą). Niemcy parli w stronę Odry, ale za cenę znacznych strat i powolnego tempa marszu. Wojska polskie były zbyt szczupłe, by zatrzymać najeźdźców w otwartym polu, ale mogły urządzać zasadzki i atakować z boku maszerującego przeciwnika. Druga linia obrony wiodła wzdłuż Odry, a chroniły ja dodatkowo umocnienia wzdłuż Bobru. Chrobremu zależało na tym by wojska nieprzyjaciela, nie wkraczając w głąb Śląska, kierowały się ku najsilniejszemu węzłowi obronnemu – w rejon Krosna Odrzańskiego. Liczył on tam na zatrzymanie wroga na potężnej przeszkodzie wodnej przy dobrze zorganizowanej obronie. Atak na Krosno Odrzańskie trwał 7 dni jednak nie przyniósł spodziewanego przez Henryka II sukcesu – Niemcy rozpoczęli przygotowania do budowy mostów i środków przeprawowych, aby sforsować rzekę z dala od fortyfikacji Krosna, przy czym odkryli niestrzeżony bród na rzece, który umożliwił przedostanie się na drugi brzeg. Gdy Henryk przekroczył Odrę, Bolesław Chrobry zmuszony został do zmiany taktyki i ponownego nękania przeciwnika wojną partyzancką, by opóźnić natarcie wojsk na trzecią linię obrony, która ciągnęła się od ujścia Noteci do Warty poczynając od Santoka, a dalej wzdłuż Obry osłaniała centrum Wielkopolski z Poznaniem. Henryk II kierował się w stronę Międzyrzecza, dokąd wycofywał się Bolesław Chrobry na czele swojej armii. Północny kierunek odwrotu wybrany został specjalnie, by wciągnąć Niemców w obszar silnie zalesiony i poprzecinany licznymi przeszkodami wodnymi – m.in. Obrą i jeziorami zbąszyńskimi. Partyzancka wojna i nękanie cesarskich wojsk zasadzkami spowodowały, iż Henryk, na prośbę podległych mu książąt zatrzymał się „o dwie mile od poznańskiego grodu”. Wojowie niemieccy, wyczerpani i zmęczeni działaniami wojennymi, wymogli na książętach niemieckich prośbę o zakończenie kampanii.

## Pokój w Poznaniu
Rozmowy pokojowe prowadzone były w grodzie poznańskim. Polska straciła w wyniku tego pokoju Łużyce, Milsko oraz Czechy. Po utracie Pomorza Zachodniego upadło biskupstwo kołobrzeskie, a biskup Reinbern szukał schronienia na dworze książęcym. Był to bezpośredni wynik uczestnictwa wojsk pogańskich Wieletów w wojnie po stronie Cesarstwa.